# Syncerus caffer caffer
Syncerus caffer caffer — самый крупный подвид африканского буйвола. Самцы этого вида достигают веса до 910 кг.
Представители этого подвида имеют мускулистую шею, массивную голову, длинные ноги с большими и широкими копытами. Передние ноги буйвола шире задних, выдерживая тяжёлую переднюю часть туловища.

## Распространение
Подвид распростронён на территории Восточной Африки. Во время сухого сезона подвид мигрирует на юг Африки в такие страны как Ангола, ЮАР, Ботсвана, Зимбабве и Мозамбик.

## Среда обитания
Обитает в болотах и поймах, а также лугах и лесах основных гор Африки. Предпочитают места обитания с плотным растительным покровом, таким как тростники и кустарники, при этом также возможно обитание вида в открытых лесах. Не особенно требователен к среде обитания, вместе с этим требователен к воде, поэтому старается располагаться к многолетним источникам воды. Может жить в высоких, густых местах, покрытыми травой. Стада, поедая траву, могут уступить место более избирательным травоядным животным. Не остаются в растоптанных или обнищавших местах в течение длительного времени.

## Риск исчезновения
Популяция подвида потерпела значительное сокращение во время эпидемии чумы и пневмпонии крупного рогатого скота 1890-х годов, из-за которой вымерло до 95 % представителей подвида. Крупные буйволы по-прежнему ценятся местными жителями как трофеи, а также на них охотятся в качестве пропитания.
Однако Syncerus caffer caffer указан Международным союзом охраны природы как вид, вызывающий наименьшие опасения. Такая классификация обусловлена неплохой сохранностью подвида, особенно в национальных заповедниках Южной и Восточной Африки.